# كان مورغان
كان مورغان (بالإنجليزية: Kane Morgan)‏ هو لاعب دوري الرغبي نيوزيلندي، ولد في 15 يناير 1990 في نيوكاسل في أستراليا.